# Acomis kakadu
Acomis kakadu là một loài thực vật có hoa trong họ Cúc. Loài này được Paul G.Wilson mô tả khoa học đầu tiên năm 1992.